# Quốc huy Cộng hòa Xã hội chủ nghĩa Xô viết Turkmenia
Quốc huy Cộng hòa xã hội chủ nghĩa Xô viết Turkmenia được thông qua vào ngày 2 tháng 3 năm 1937 bởi chính phủ của Turkmenia Xô viết. Quốc huy này dựa trên biểu tượng quốc gia của Liên Xô. Nó cho thấy các biểu tượng của nông nghiệp (bông, lúa mì và nho) và công nghiệp nặng (dầu derrick và đường ống), cũng như một biểu tượng của người Turkmen (tấm thảm Turkmen). Mặt trời mọc tượng trưng cho tương lai của quốc gia Turkmen, sao đỏ cũng như búa liềm tượng trưng cho chiến thắng của Cộng sản và "chủ nghĩa xã hội toàn thế giới".
Quốc huy này mang khẩu hiệu của Quốc huy Liên Xô ("Vô sản toàn thế giới, đoàn kết lại!") trong cả tiếng Nga và tiếng Turkmen. Trong tiếng Turkmen, nó là "Әxли юртлариң пролетарлары, бирлешиң!" (trong tiếng Latinh Turkmen hiện tại: "Ähli ýurtlaryň proletarlary, birleşiň!").
Phiên bản sau của huy hiệu có chữ viết tắt "TSSR" giữa ngôi sao đỏ ở bên trên, và búa và liềm ở bên dưới.

Quốc huy của Turkmenia Xô viết đã được thay đổi vào năm 1992 thành Quốc huy Turkmenistan, tuy nhiên vẫn giữ lại một số chi tiết từ thời Xô viết.

## Lịch sử

Cộng hoà Xã hội chủ nghĩa Xô viết Turkmenia (1926-1927)
Cộng hoà Xã hội chủ nghĩa Xô viết Turkmenia (1927-1937)
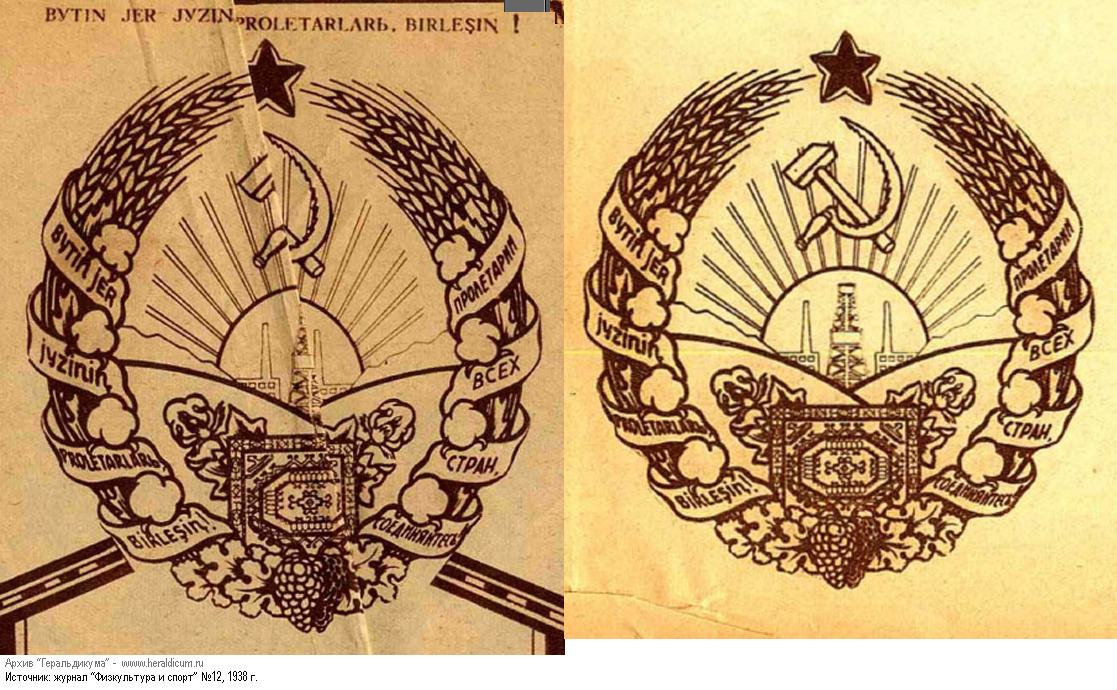
Cộng hoà Xã hội chủ nghĩa Xô viết Turkmenia (1937-1941)
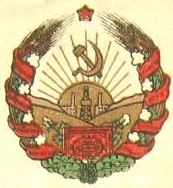
Cộng hoà Xã hội chủ nghĩa Xô viết Turkmenia (1941-1946)
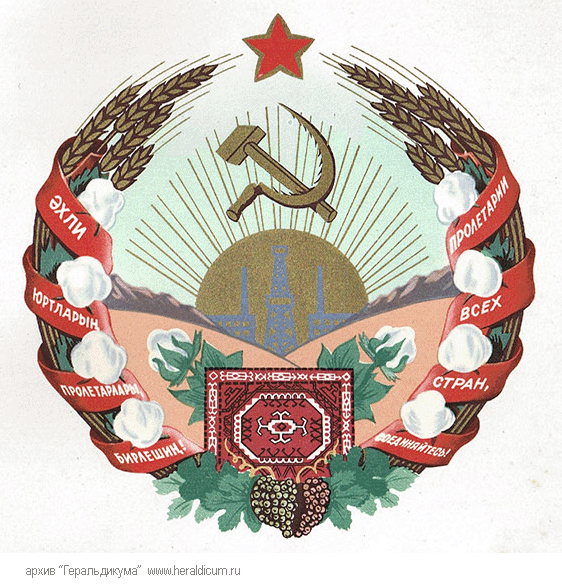
Cộng hoà Xã hội chủ nghĩa Xô viết Turkmenia (1946-1978)
Cộng hoà Xã hội chủ nghĩa Xô viết Turkmenia (1978-1992)